# 代数的サイクルの標準予想
数学では、代数的サイクルについての標準予想(standard conjectures)とは、代数的サイクルとヴェイユ・コホモロジー論の関係を記述する一連の予想のことを言う。これらの予想の応用のひとつは、アレクサンドル・グロタンディーク(Alexander Grothendieck)が想定していたことであるが、彼のピュアモチーフの構成が半単純なアーベル圏をもたらすことを証明するためであった。さらに、彼が指摘したように、標準予想はヴェイユ予想の最も困難な部分の証明をも意味する。最も困難な部分とは、1960年代の終わりにまだ未解明であり、後日、ピエール・ドリーニュ(Pierre Deligne)により証明されることとなった「リーマン予想」の部分を言う。ヴェイユ予想と標準予想の関係の詳細はKleiman (1968) を参照。標準予想は未解決のままであり、その応用は結果の条件付き証明(conditional proof)を与えるだけでしかない。ヴェィユ予想を含む非常にまれな場合には、条件なしでそのような結果を証明することのできる別の方法が見つかっている。
固定したヴェイユコホモロジー理論 H （の存在）を、標準予想の古典的定式化は意味している。予想の全体は「代数的」なコホモロジー類を扱っていて、滑らかな射影多様体のコホモロジー上の射
H ∗(X) → H ∗(X)
が、サイクル類写像を通して積 X × X 上の有理係数の代数的サイクルである。このことがヴェイユコホモロジーの構造の一部となっている。
予想 A は予想 B と同値である（Grothendieck (1969), p. 196 を参照）ので、本記事でリストアップしない。

## レフシェッツタイプの標準予想 (予想 B)
ヴェイユ理論の公理の一つは、いわゆる、強レフシェッツ定理（あるいは、公理）である。
固定された滑らかな超平面切断(hyperplane section) 
W = H ∩ X
から始める。ここに H は、周りの空間である P N の超平面で、与えられた滑らかな多様体 X を含んでいるとすると、i ≤ n = dim(X) に対し、W を持つコホモロジー類との交叉により定義されるレフシェッツ作用素
L : H i(X) → H i+2
が同型
Ln−i : H i(X) → H 2n−i(X)
を与える。
ここで、i ≤ n に対し、
Λ = (Ln−i+2)−1 ∘ L ∘ (Ln−i) : H i(X) → H i−2(X)
Λ = (Ln−i) ∘ L ∘ (Ln−i+2)−1 : H 2n−i+2(X) → H 2n−i(X)
と定義する。
この予想は、レフシェッツ作用素(Lefschetz operator) (Λ) が代数的サイクルにより引き起こされることを意味している。

## キネットタイプの標準予想 (予想 C)
射影子
H ∗(X) ↠ Hi(X) ↣ H ∗(X)
は代数的であることが予想されている。つまり、有理係数のサイクル π i ⊂ X × X で引き起こされる。このことは、全ての純粋モチーフ M は純粋ウェイトの次数付きピースへ分解することを意味する。予想は曲線、曲面、アーベル多様体の場合について成り立つことが知られている。

## 予想 D (数値的同値 vs. ホモロジカル同値)
予想 D は、数値的同値とホモロジカル同値が一致することを言っている。（特に、ホモロジカル同値がヴェイユコホモロジー論の選択には依存しないことを意味する。）この予想はレフシェッツの予想を含んでいる。ホッジ標準予想が成り立てば、レフシェッツの予想と予想 D は同値である。

## ホッジ標準予想
ホッジ標準予想はホッジ指数定理(Hodge index theorem)上でモデル化された。ホッジ標準予想は、原始的代数的コホモロジー類上のペアのカップ積の定値性（正値性と負値性が次元に従い変化する）のことを言っている。もし定値性が成り立つと、レフシェッツ予想が、予想 Dを意味する。標数が 0 のときには、ホッジ理論の結果、ホッジ標準予想が成立する。正の標数のとき、ホッジ標準予想は曲面の場合のみしか知られていない。
ホッジ標準予想は、C 上の滑らかな射影多様体に対し、全ての有理 (p, p)-クラスは代数的であるというホッジ予想とは異なるので、混乱しないでほしい。ホッジ予想は標数が 0 の体の上の多様体の予想 D とレフシェッツの定理とを含んでいる。テイト予想は、すべての体上のℓ-進コホモロジーのレフシェッツの定理、キネットの公式、予想 D を含んでいる。